# VY Весов
VY Весов (лат. VY Librae) — одиночная переменная звезда в созвездии Весов на расстоянии приблизительно 4138 световых лет (около 1269 парсеков) от Солнца. Видимая звёздная величина звезды — от +12,14m до +11,12m.

## Характеристики
VY Весов — белая пульсирующая переменная звезда типа RR Лиры (RRAB) спектрального класса A7:-F7 или F2.